# Proteste in Francia contro la riforma delle pensioni del 2023
Le proteste in Francia contro la riforma delle pensioni del 2023 sono state una serie di manifestazioni popolari e scioperi diffusi che ebbero luogo in tutto il paese, in risposta alla proposta di riforma del sistema pensionistico presentata dal governo Borne e sostenuta dal presidente Emmanuel Macron. Le principali modifiche introdotte dal disegno di legge furono l'aumento dell'età pensionabile da 62 a 64 anni, l'aumento del periodo minimo di contribuzione a 43 anni, l'abolizione delle pensioni speciali concesse ai dipendenti delle società pubbliche francesi, e l’innalzamento dell’importo minimo della pensione a 1.200 euro. Iniziate il 19 gennaio 2023, in seguito a un appello dell'Intersindacale, unione dei principali sindacati, le proteste raggiunsero rapidamente un'ampia partecipazione da parte di lavoratori, studenti, e altri gruppi sociali, coinvolgendo milioni di cittadini.
Il 16 marzo il governo ha invocato l'articolo 49.3 della Costituzione per far passare il disegno di legge scavalcando così il voto dell’Assemblea nazionale, scatenando altre contestazioni e due voti di sfiducia falliti, contribuendo all'aumento della violenza nelle proteste insieme allo sciopero organizzato dai maggiori sindacati francesi. Gli scioperi hanno portato a disagi diffusi, compresi l'accumularsi di immondizia nelle strade, la sospensione del servizio di trasporto pubblico e il rinvio della visita di stato di re Carlo III. Il 6 giugno si svolsero le ultime proteste ufficiali.
Questo movimento di proteste ha rappresentato una delle più grandi manifestazioni di ribellione nella storia del paese, ancor più grandi di quelle avvenute nel 1995.
Diverse organizzazioni, tra cui gruppi per i diritti umani come Reporter senza frontiere e la Lega francese per i diritti umani, hanno condannato la repressione delle proteste da parte dello Stato e hanno anche denunciato aggressioni ai giornalisti. Inoltre, il Consiglio d'Europa ha criticato "l'uso eccessivo della forza da parte di agenti dello Stato".

## Contesto
Il sistema pensionistico francese è stato oggetto di diverse riforme da parte dei governi francesi negli ultimi decenni per affrontare le carenze di bilancio. La Francia aveva una delle età pensionabili più basse tra i Paesi industrializzati e una spesa per le pensioni che rappresenta quasi il 14% del PIL. Il sistema pensionistico si basa principalmente su un modello a ripartizione in cui lavoratori e datori di lavoro contribuiscono con imposte obbligatorie per finanziare le pensioni dei pensionati. La Francia ha un basso tasso di pensionati a rischio di povertà e un tasso di sostituzione netto della pensione superiore alle medie dell'OCSE e dell'UE.
Secondo il governo, l'aumento dell'aspettativa di vita ha reso il sistema pensionistico sempre più precario. Il rapporto tra lavoratori e pensionati è diminuito nel corso degli anni, portando a una situazione finanziaria insostenibile, 

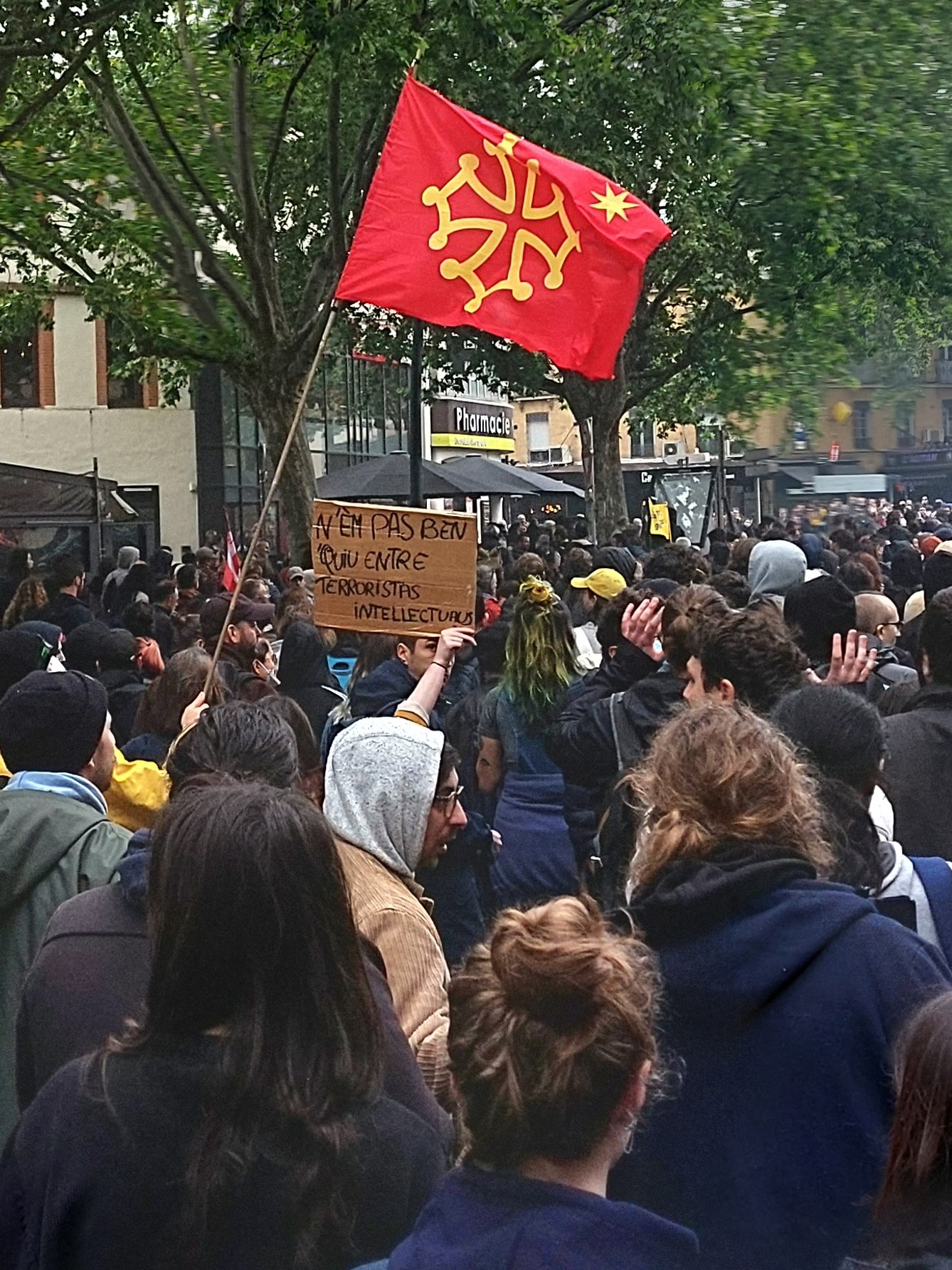
Corteo della manifestazione a Tolosa.

Il presidente Macron ha cercato di affrontare la questione aumentando gradualmente l'età pensionabile e modificando i requisiti per ottenere una pensione completa. Ha anche eliminato le norme pensionistiche speciali che favorivano alcuni settori. Le riforme mirano a rendere il sistema pensionistico finanziariamente sostenibile e a garantire un surplus nel 2030.

## Composizione sindacale

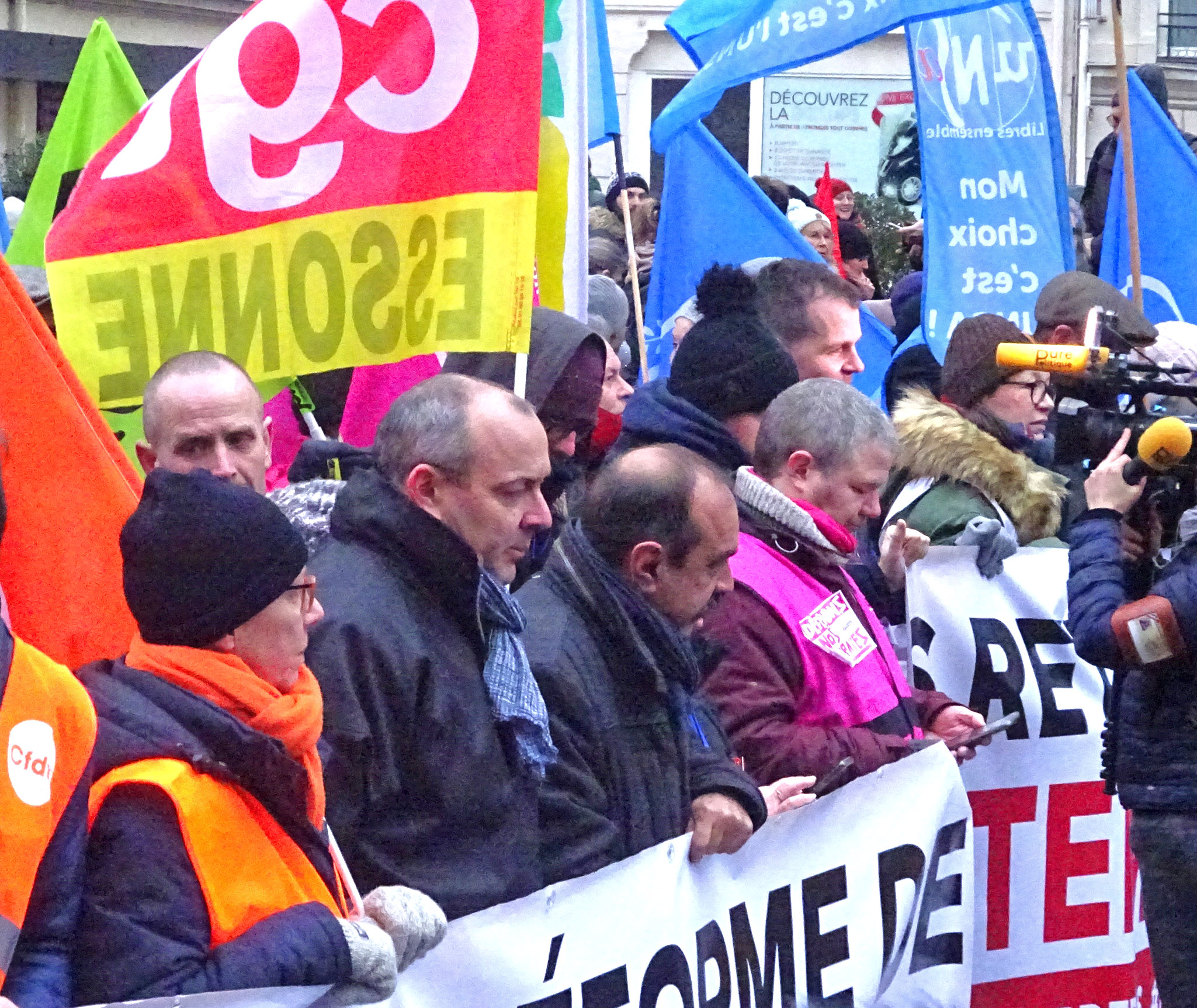
Corteo della manifestazione intersindacale a Parigi, 19 gennaio 2023. Al centro, Laurent Berger (CFDT) e Philippe Martinez (CGT).

Il movimento sociale è strutturato attorno a un'iniziativa congiunta lanciata dalle organizzazioni sindacali, che riunisce otto sindacati dei lavoratori: CGT, CFDT, FO, CFE-CGC, CFTC, UNSA, Solidaires e FSU.
A loro si unirono i tre sindacati studenteschi con più membri: Fage, Alternativa e Unef, il cui presidente Imane Ouelhadj ritiene che i giovani saranno «le prime vittime di questa riforma. Tutte e tre le organizzazioni hanno firmato la lettera intersindacale inviata a marzo 2023 ad Emmanuel Macron, per chiedere di incontrarlo.
Imane Ouelhadj e Unef hanno organizzato manifestazioni davanti agli inceneritori per sostenere lo sciopero dei netturbini.
L'intersindacale nazionale ha lanciato il suo primo appello per uno sciopero il 19 gennaio.

## Eventi
| giornate | giorno                   | nella Francia | nella Francia          | nella Francia | a Parigi | a Parigi               | a Parigi           | a Parigi |
| giornate | giorno                   | CGT           | Ministero dell'interno | Fonti         | CGT      | Ministero dell'interno | Società Occurrence | Fonti    |
| -------- | ------------------------ | ------------- | ---------------------- | ------------- | -------- | ---------------------- | ------------------ | -------- |
| 1        | Giovedì 19 gennaio 2023  | 2 000 000     | 1 120 000              | [ 20 ]        | 400 000  | 80 000                 | /                  | [ 20 ]   |
| 2        | Martedì 31 gennaio 2023  | 2 800 000     | 1 270 000              | [ 21 ]        | 500 000  | 87 000                 | 55 000             | [ 22 ]   |
| 3        | Martedì 7 febbraio 2023  | 2 000 000     | 757 000                | [ 23 ]        | 400 000  | 57 000                 | 60 000             | [ 24 ]   |
| 4        | Sabato 11 febbraio 2023  | 2 500 000     | 963 000                | [ 25 ]        | 500 000  | 93 000                 | 112 000            | [ 25 ]   |
| 5        | Giovedì 15 febbraio 2023 | 1 300 000     | 440 000                | [ 26 ]        | 300 000  | 37 000                 | 33 000             | [ 27 ]   |
| 6        | Martedì 7 marzo 2023     | 3 500 000     | 1 280 000              | [ 28 ]        | 700 000  | 81 000                 | 68 000             | [ 29 ]   |
| 7        | Sabato 11 marzo 2023     | 1 000 000     | 368 000                | [ 30 ]        | 300 000  | 48 000                 | 33 000             | [ 30 ]   |
| 8        | Mercoledì 15 marzo 2023  | 1 700 000     | 480 000                | [ 31 ]        | 450 000  | 37 000                 | /                  | [ 31 ]   |
| 9        | Giovedì 23 marzo 2023    | 3 500 000     | 1 089 000              | ·             | 800 000  | 119 000                | 83 000             | [ 32 ]   |
| 10       | Martedì 28 marzo 2023    | 2 000 000     | 740 000                | [ 34 ]        | 450 000  | 93 000                 | /                  | [ 34 ]   |
| 11       | Giovedì6 aprile 2023     | 2 000         | 570 000                | [ 35 ]        | 400 000  | 57 000                 | /                  | [ 36 ]   |
| 12       | Giovedì 13 aprile 2023   | 1 500 000     | 380 000                | [ 37 ]        | 400 000  | 42 000                 | /                  | [ 37 ]   |
| 13       | Lunedi 1 maggio 2023     | 2 300 000     | 782 000                | [ 38 ]        | 550 000  | 112 000                | 94 000             | [ 38 ]   |
| 14       | Martedì 6 giugno 2023    | 900 000       | 281 000                | [ 39 ]        | 300 000  | 31 000                 |                    | [ 39 ]   |

| City        | Stime della polizia | Stime dei sindacati                                   |
| ----------- | ------------------- | ----------------------------------------------------- |
| Parigi      | 80 000              | 400 000                                               |
| Marsiglia   | 26 000              | 140 000                                               |
| Lyon        | 23 000              | 38 000                                                |
| Tolosa      | 36 000              | 50 000                                                |
| Nizza       | 7 500               | 20 000                                                |
| Nantes      | 40 000              | 75 000                                                |
| Montpellier | 15 000              | 25 000                                                |
| Strasburgo  | 10 500              | N/A da (18 000 a 20 000 secondo fonti giornalistiche) |
| Bordeaux    | 16 000              | 60 000                                                |
| Lille       | 16 000              | 50 000                                                |

## Reazioni internazionali
L'Iran ha condannato quella che ha definito la repressione delle proteste da parte della Francia. Il ministro degli Esteri iraniano Hossein Amir-Abdollahian ha dichiarato: "Chiediamo al governo francese di rispettare i diritti umani" e ha aggiunto: "Invece di creare caos in altri Paesi, ascoltate la voce del vostro popolo ed evitate la violenza contro di loro".
La Lega francese per i diritti umani ha accusato le autorità di aver fatto un uso sproporzionato e pericoloso della forza pubblica, minando il diritto dei cittadini a protestare. Il presidente della Lega ha dichiarato: "La svolta autoritaria dello Stato francese, la brutalizzazione delle relazioni sociali attraverso la polizia, la violenza di ogni tipo e l'impunità sono uno scandalo grave".
Gruppi per i diritti e organismi indipendenti, tra cui la Commissione consultiva nazionale per i diritti umani, hanno criticato la polizia francese per il ricorso alla forza eccessiva e per gli arresti preventivi che potrebbero equivalere a privazioni arbitrarie della libertà. Il Difensore dei diritti francese ha osservato il 21 marzo che "questa pratica può indurre il rischio di ricorrere in modo sproporzionato a misure detentive e favorire le tensioni". Human Rights Watch ha dichiarato all'AFP di essere molto preoccupato per "quelle che sembrano essere pratiche di polizia abusive".
Secondo Reporter senza frontiere, "diversi giornalisti chiaramente identificabili sono stati aggrediti dalle forze di sicurezza" durante le manifestazioni.
Il 20 marzo, il relatore speciale delle Nazioni Unite sulla libertà di associazione ha avvertito le autorità francesi che "le manifestazioni pacifiche sono un diritto fondamentale che le autorità devono garantire e proteggere. Le forze dell'ordine devono agevolarle ed evitare un uso eccessivo della forza".
Il Consiglio d'Europa ha condannato la repressione delle proteste da parte della Francia e ha avvertito che sporadici atti di violenza non possono giustificare "l'uso eccessivo della forza da parte di agenti dello Stato".
Quando gli è stato chiesto della situazione in Francia, il portavoce del Consiglio per la sicurezza nazionale della Casa Bianca, John Kirby, ha dichiarato: "Sosteniamo il diritto delle persone a protestare e a esprimere le proprie opinioni".
Dimitris Koutsoumpas, segretario generale del Partito Comunista di Grecia, ha partecipato a una manifestazione a Parigi il 23 marzo; in una dichiarazione da Piazza della Bastiglia, ha espresso la sua solidarietà con la "lotta del popolo francese [...] contro le politiche antioperaie, contro le scelte antipopolari" utilizzate sia dal governo francese che da quello greco per far sì che il popolo lavoratore "vinca finalmente" e "apra la strada ai propri interessi e non agli interessi e ai profitti di pochi". L'inno internazionale è stato suonato dagli altoparlanti, mentre i ferrovieri e i sindacalisti intervenuti gli hanno offerto un fazzoletto "Amici della Comune di Parigi".